# Amplifier Worship
| Đánh giá chuyên môn | Đánh giá chuyên môn |
| Nguồn đánh giá      | Nguồn đánh giá      |
| Nguồn               | Đánh giá            |
| ------------------- | ------------------- |
| Allmusic            | [ 1 ]               |
| SputnikMusic        | (4/5)               |

Amplifier Worship là album phòng thu thứ hai của ban nhạc người Nhật Bản Boris.
Trừ những album "một ca khúc", Amplifier Worship và Smile (2008) hai album duy nhất của Boris có vocal trên mọi track, đây cũng là lần đầu Takeshi hát chính cho ban nhạc (dù Atsuo hát chính trong "Huge"). "Vomitself" được sáng tác và thu âm riêng tại Sound Square trong khi bốn track còn lại được thực hiện tại Sound Crew. Theo công ty FoodUnited, video âm nhạc cho "Hama" và "Kuruimizu" được quay nhưng không được ra mắt.

## Danh sách bài hát
Tên của vài ca khúc (2, 3, và 4) được viết bằng tiếng Nhật trong ấn bản gốc
| CD               | CD                   | CD         |
| STT              | Nhan đề              | Thời lượng |
| ---------------- | -------------------- | ---------- |
| 1.               | "Huge"               | 9:14       |
| 2.               | "Ganbou-Ki" (願望魕) | 15:44      |
| 3.               | "Hama" (蟾蜍)        | 7:30       |
| 4.               | "Kuruimizu" (狂水)   | 14:27      |
| 5.               | "Vomitself"          | 16:57      |
| Tổng thời lượng: | Tổng thời lượng:     | 63:52      |

| Vinyl (Mặt A) | Vinyl (Mặt A) | Vinyl (Mặt A) |
| STT           | Nhan đề       | Thời lượng    |
| ------------- | ------------- | ------------- |
| 1.            | "Huge"        | 9:15          |
| 2.            | "Hama" (蟾蜍) | 7:28          |

| Mặt B | Mặt B                | Mặt B      |
| STT   | Nhan đề              | Thời lượng |
| ----- | -------------------- | ---------- |
| 1.    | "Ganbou-Ki" (願望魕) | 16:55      |

| Mặt C | Mặt C              | Mặt C      |
| STT   | Nhan đề            | Thời lượng |
| ----- | ------------------ | ---------- |
| 1.    | "Kuruimizu" (狂水) | 14:57      |

| Mặt D            | Mặt D            | Mặt D      |
| STT              | Nhan đề          | Thời lượng |
| ---------------- | ---------------- | ---------- |
| 1.               | "Vomitself"      | 16:57      |
| Tổng thời lượng: | Tổng thời lượng: | 65:32      |

## Thành phần tham gia
- Wata - guitar, hiệu ứng, và electronic
- Takeshi - vocal, Bass, and electronic
- Atsuo - vocal, trống, cymbal, và trống điện
- Osamu Seino - kỹ thuật viên (tracks 1 và 4)
- Eiji Hashizume - kỹ thuật viên (track 5)
- Fangs Anal Satan - bìa đĩa